# Bulbophyllum colubrimodum
Bulbophyllum colubrimodum là một loài phong lan thuộc chi Bulbophyllum.